# Малая Осиновка (Волгоградская область)
Малая Осиновка — хутор в Клетском районе Волгоградской области России. Входит в состав Захаровского сельского поселения. Население 10 чел. (2010) .

## История
В соответствии с Законом Волгоградской области от 14 февраля 2005 года № 1003-ОД «Об установлении границ и наделении статусом Клетского района и муниципальных образований в его составе», хутор вошёл в состав образованного Захаровского сельского поселения.

## География
Расположен в западной части региона, на р. Осиновка.
Уличная сеть состоит из одного географического объекта: ул. Осиновская.

## Население
| 2010 |
| ---- |
| 10   |

Гендерный состав
По данным Всероссийской переписи населения 2010 года в гендерной структуре населения из 10 человек мужчин — 7, женщин — 3 (70,0 и 30,0 % соответственно).
Национальный состав
Согласно результатам переписи 2002 года, в национальной структуре населения
русские составляли 94 % от общей численности населения в 48 чел..

## Инфраструктура
Личное подсобное хозяйство.

## Транспорт
Просёлочные дороги.